# Franz Schwerdtfeger
Franz Otto Friedrich Schwerdtfeger (* 11. März 1898 in Myslowitz, Landkreis Kattowitz, Oberschlesien; † 25. Oktober 1961 in Kassel) war ein deutscher Ingenieur und Hochschullehrer.

## Leben
Schwerdtfeger war zunächst in den Jahren 1923 bis 1929 Assistent am Institut für Herstellungsverfahren und Werkzeugmaschinen an der Technischen Hochschule Breslau. Während dieser Zeit machte er 1928 in Breslau seinen Abschluss zum Diplom-Ingenieur.
Von 1930 bis 1936 war er Fertigungsingenieur bei Siemens in Berlin-Siemensstadt. Von 1936 bis 1941 war er als Oberingenieur an der Technischen Hochschule Berlin. 1941 wurde er außerordentlicher Professor an der Technischen Hochschule Breslau und wurde dort schließlich 1944 auch zum ordentlichen Professor berufen.
Der NSDAP (Mitgliedsnummer 8.152.752) trat Schwerdtfeger am 1. Juli 1940 bei. Schon zuvor (1934 bis 1936) war er Mitglied der SA gewesen und gehörte anschließend bis zum Ende der NS-Zeit dem Nationalsozialistischen Deutschen Dozentenbund an.
Seit 1945/1946 hatte Schwerdtfeger einen Lehrauftrag an der Technischen Hochschule Hannover, wurde 1949 Honorarprofessor und 1955 ordentlicher Professor für Arbeitsmaschinen und Fabrikanlagen an der TH Hannover. Er gehörte dem Verein Deutscher Ingenieure (VDI) mit der Mitgliedsnummer 27193 an.

## Quelle
- Willibald Reichertz: Ostdeutsche als Dozenten an der Technischen Hochschule Hannover (1831–1956). In: Ostdeutsche Familienkunde. 55, 2007, S. 109–120